# 4483 Петефі
4483 Петефі (4483 Petöfi) — астероїд головного поясу, відкритий 9 вересня 1986 року.
Тіссеранів параметр щодо Юпітера — 3,789.